# Gonzalo de Arredondo y Alvarado
Gonzalo de Arredondo y Alvarado fue un abad, monje y escritor español.

## Biografía
Se desconocen su fecha y lugar de nacimiento, pero se cree que nació en una aldea cercana a la villa de Belorado en el primer tercio del siglo XV. Tomó el hábito benedictino en San Pedro de Arlanza y, por sus dotes, mereció ser elegido abad vitalicio de aquella casa, sucediendo a Diego de la Parra en 1488. Este había comenzado la nueva fábrica del templo y fue Arredondo quien la concluyó, favorecido por Pedro Girón.
Hasta aquella época, los benedictinos habían venido observando la primera regla, dependientes de Casa Dei. Gonzalo, sin embargo, emprendió la obra de reforma, haciendo que el monasterio dependiese de la congregación de Valladolid, por cuya innovación le aplaudieron mucho los escritores adscritos a la orden, como, por ejemplo, Yepes, en su Crónica de la religión benedictina. Como para esto había de cesar la perpetuidad de la abadía, Arredondo renunció a ella y se retiró al priorato de Bohada.
De vuelta en Arlanza tras algún tiempo, resultó elegido abad en tres ocasiones consecutivas. Lo sucedió Diego de Rojas.
Falleció en torno al año 1528.

## Obra
Calificado de «muy devoto, emprendedor y activo» por Martínez Añíbarro y Rives, alcanzó gran influencia en la corte: los Reyes Católicos lo nombraron su cronista, y Carlos I, con quien sostenía correspondencia, lo animaba en la prosecución de las obras que salían de su pluma. Entre sus escritos, destacan la Crónica Arlantina de los famosos y grandes hechos de los bienaventurados cavalleros sanctos conde Fernand González y Cid Rui Díez, del año 1522, y Castillo inexpugnable defensorio de la fee y concionatorio admirable para vencer a todos enemigos espirituales y corporales, escrita seis años después. Asimismo, escribió un poema en redondillas de arte mayor en el año 1522, titulado Arlantina, en que se ocupa del Cid y del conde Fernán González, comparándolos.
Acerca de sus obras, dice Martínez Añíbarro y Rives lo siguiente:

Las obras de Arredondo, dado el espíritu de la época en que escribió, abundan en inexactitudes; pero a pesar de esta falta de crítica, son copioso y fehaciente manantial de preciosos datos, por haber tenido a su disposición el Becerro del Monasterio y los demás documentos del archivo y los poemas de los héroes de que trata, habiendo además dado cabida a las tradiciones del país castellano.